# Fiord Drygalskiego
Fiord Drygalskiego (ang. Drygalski Fjord) – fiord położony u południowo-wschodnich wybrzeży wyspy Georgia Południowa, na północ od przylądka Nattriss Head. Ma 1 mila (1,6 km) szerokości i 7 mil (11 km) długości. Został odkryty przez niemiecką ekspedycję antarktyczną pod przewodnictwem Wilhelma Filchnera i nazwany na cześć Ericha Dagoberta von Drygalskiego, dowódcy niemieckiej ekspedycji antarktycznej w latach 1901–1903.